# Ontinyent
Ontinyent és una ciutat del País Valencià, capital de la comarca de la Vall d'Albaida. Té 35.347 habitants (INE 2019).

## Geografia
Ontinyent es troba a l'oest de la Vall d'Albaida, a uns 85 km de València ciutat i uns 88 km d'Alacant. El seu terme municipal limita amb els termes de Bocairent al sud-est, Agullent a l'est, Aielo de Malferit al nord-est, Moixent i Vallada al nord, Fontanars dels Alforins i Banyeres de Mariola al sud-oest i Alfafara al sud. Es troba a la vora del riu Clariano, en un relleu majoritàriament muntanyenc on destaca la Serra Grossa, que tanca la comarca de la Vall d'Albaida per l'oest.
Pel que fa al clima, la ciutat té un clima mediterrani típic. Els estius són calorosos i poden superar diverses vegades els 35 °C a causa de les onades de calor, mentre que els hiverns són temperats i poden rebre algunes gelades o nevades esporàdiques durant les onades de fred. La primavera i la tardor són majoritàriament càlides.
Des de València s'accedeix a Ontinyent a través de l'A-7, que enllaça amb la CV-40 i finalitza en la CV-650. Compta amb una estació de tren pertanyent a la línia 47 de Renfe Mitjana distància, també coneguda com a línia València-Xàtiva-Alcoi.

## Història
L'ocupació humana del seu territori està documentada des d'època prehistòrica. Es coneixen alguns jaciments de finals del Neolític, com ara l'Arenal de la Costa, així com nombrosos poblats de l'edat del bronze, entre els que descolla el Cabeço de Navarro. També hi ha d'altres restes ibèriques, sobretot tardanes.
De l'època romana es coneix l'existència de diversos assentaments agrícoles de xicoteta entitat, repartits pel territori, iniciant-se la majoria d'estos al voltant de l'època d'August o en les primeres dècades del segle i dC, alguns dels quals només perduraren fins a mitjans o finals del segle ii dC, mentre que d'altres prosseguiren, segurament, fins al segle v.
Tanmateix, cap dels assentaments romans coneguts fins ara s'ubica en el que després serà el nucli urbà medieval d'Ontinyent, conegut com la Vila, tot i que degué existir-n'hi algun en les proximitats per ser un dels sector més fèrtils i amb les millors terres del terme. De fet, el nom d'Untinyân mateix, clarament preislàmic del llatí Fontinente, en referència a les fonts. En este sentit, segurament cal destacar el recent descobriment (i excavació parcial) del que seria un ampli jaciment romà en el Llombo –zona de l'actual poliesportiu-, d'àmplia perduració cronològica. També s'han pogut documentar arqueològicament les restes d'un extens cementeri tardoromà, o visigòtic en el Bancal del Cel (la Casa Calvo), a uns 2 km al sud del nucli urbà medieval, amb prop d'un centenar de tombes, aproximadament del segle vi dC.
Dels primers segles de l'època andalusina –d'Al-Àndalus, nom que rebia la península durant el domini islàmic- hi ha poques dades, ja que són molt escassos els testimonis materials o, si més no, els ignorem. Seria en estos moments o poc després quan es va establir un important nucli de poblament al Castellar, a uns 3 km al sud, fitant amb Bocairent, en un lloc escarpat i amb una llarga muralla, que perduraria fins a principis del segle xi, finals del califat omeia.
Escampades pel territori hi havia una sèrie d'alqueries, de cronologia diversa, de les quals solament algunes, contemporànies al hisn Untinyän i que perduraran fins al moment de la conquesta, són citades per la documentació, com ara Iel·las –Morera- o Benarrai.
També pertanyen a l'època andalusina els grups de coves artificials inaccessibles (coves-finestra de cingle), tipus les finestres del Pou Clar o Covetes dels Moros, existents en els barrancs entre Ontinyent i Bocairent, destinades a graners comunals o magatzems de seguretat d'algunes comunitats camperoles andalusines, probablement d'ascendència amaziga.
Amb tot, el nucli urbà antic d'Ontinyent —la Vila— està documentat des del segle xi, en què és citat per Ibn al-Abbar com a lloc de naixença del poeta al-Untinyaní. En el segle xii, al-Idrisi cita el castell d'Ontinyent (hisn Untinyân) com a etapa en el camí de Múrcia a València. Les nombroses troballes mobiliars –ceràmiques, etc.- procedents de les excavacions arqueològiques a la Vila documenten prou bé estos segles finals del domini islàmic, tanmateix són poques les restes estructurals que han perviscut.
En ser conquerida pels cristians (1244), el seu terme municipal fou molt ampli, ja que comprenia Agullent (fins a 1585), així com la partida dels Alforins, concedida per Jaume I (1256) i convertida en municipi el 1927. Fou Vila Reial amb vot a les Corts del Regne, encara que durant alguns curts períodes pertangué a persones de la família reial (l'infant Pere, Ramon Berenguer…) o de la noblesa (els Artés, els Vilaragut), etc. La baronia d'Ontinyent fou creada pel rei Joan I d'Aragó l'1 de febrer de 1387, atorgada al cavaller Pere d'Artés, mestre racional, amb les viles de Bocairent i Biar. Fou anul·lada pel Braç Reial a les Corts Valencianes de 1418, la caual continuà sota els hereus de Pere d'Artés: 60 000 sous en compensació a canvi de l'usdefruit de la baronia i 14 000 sous per millores fetes al castell de Bocairent i al lloc d'Alfafara, senyoria adquirida per Pere d'Artés el 9 de desembre de 1392 al cavaller Martí Ximenis d'Orís, descendent dels llinatge Orís, que foren senyors d'Alfafara des de 1250 amb el cavaller Ximèn Peres d'Orís.

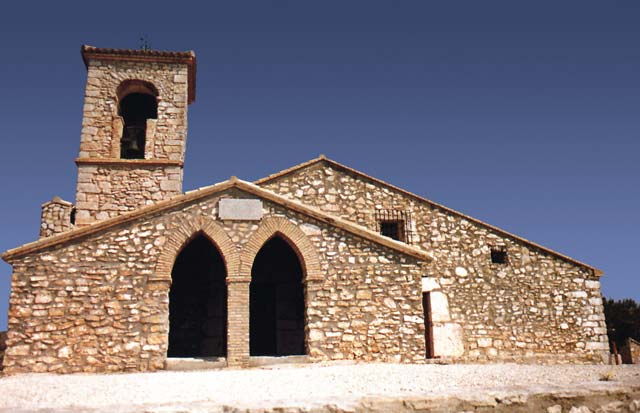
Ermita de Sant Esteve

Amb Villena tingué nombrosos plets per qüestió de límits territorials pràcticament des de l'inici de la conquesta cristiana. Cal destacar el conflicte per la Vall dels Alforins. Aquest conflicte es va agreujar quan Ontinyent va a comprar la vila de Cabdet al 1446 i quedà com a responsable de defensar aquesta vila fronterera. Cabdet necessitava aquesta vall per a mantenir continuïtat territorial amb la resta del Regne de València mitjançant La Font de la Figuera, Ontinyent i Biar, i Villena per a mantenir la seva contiuitat amb la resta de Castella. El conflicte es va a mantenir per segles, fins a la Guerra de Successió quan després de la victòria borbònica, Villena, que va a donar suport a aquest bàndol, finalment guanyà el plet arrabassant també Cabdet a València, que va a quedar com a llogaret de Villena.
Durant les Germanies (1522), el lloctinent comte de Melito ocupà la població, després de refugiar-se els reialistes a la part alta de la ciutat, i feu un gran nombre de presoners, que va utilitzar com a ostatges per alliberar el seu germà, el marqués de Zenete, reclòs pels agermanats al castell de Xàtiva. Un altre fet destacable de la seua història passada va ser la pesta de l'any 1600, que afectà greument Ontinyent, on causà una gran mortaldat.
La ciutat també participà activament contra els moriscos revoltats que ocupaven la mola de Cortes, arran de la seua expulsió, a principis del segle xvii, així com, un segle després, en la Guerra de Successió, perduda a Almansa el 1707.
A la ciutat i als voltants hi hagué combats durant la Guerra del Francés i les guerres carlines. El títol de ciutat li fou atorgat l'any 1904.

## Demografia
Ontinyent té 35.347 habitants (INE 2019). La població va augmentar destacablement a partir dels 2000 a causa de la immigració provinent principalment de països de l'Europa de l'Est i l'Amèrica Llatina, i en menor grau del nord d'Àfrica.
| Evolució demogràfica d'Ontinyent | Evolució demogràfica d'Ontinyent | Evolució demogràfica d'Ontinyent | Evolució demogràfica d'Ontinyent | Evolució demogràfica d'Ontinyent | Evolució demogràfica d'Ontinyent | Evolució demogràfica d'Ontinyent | Evolució demogràfica d'Ontinyent | Evolució demogràfica d'Ontinyent | Evolució demogràfica d'Ontinyent | Evolució demogràfica d'Ontinyent | Evolució demogràfica d'Ontinyent | Evolució demogràfica d'Ontinyent | Evolució demogràfica d'Ontinyent | Evolució demogràfica d'Ontinyent | Evolució demogràfica d'Ontinyent | Evolució demogràfica d'Ontinyent | Evolució demogràfica d'Ontinyent | Evolució demogràfica d'Ontinyent | Evolució demogràfica d'Ontinyent |
| 1857                             | 1887                             | 1900                             | 1910                             | 1920                             | 1930                             | 1940                             | 1950                             | 1960                             | 1970                             | 1981                             | 1991                             | 2000                             | 2006                             | 2007                             | 2008                             | 2009                             | 2012                             | 2014                             |                                  |
| -------------------------------- | -------------------------------- | -------------------------------- | -------------------------------- | -------------------------------- | -------------------------------- | -------------------------------- | -------------------------------- | -------------------------------- | -------------------------------- | -------------------------------- | -------------------------------- | -------------------------------- | -------------------------------- | -------------------------------- | -------------------------------- | -------------------------------- | -------------------------------- | -------------------------------- | -------------------------------- |
| 10.489                           | 11.165                           | 11.430                           | 12.390                           | 12.470                           | 12.342                           | 13.564                           | 14.689                           | 18.787                           | 23.685                           | 28.123                           | 29.511                           | 31.343                           | 36.368                           | 36.695                           | 37.518                           | 37.735                           | 37.140                           | 36.180                           |                                  |

Entre els censos de 1920 i 1930, va disminuir la població per independitzar-se Fontanars dels Alforins.

## Economia
El sector tèxtil ocupa més del 50% de la població activa, la qual se situa al voltant del 53%. Ontinyent és el nucli urbà més dinàmic de tota la comarca i és considerada la gran capital del tèxtil valencià. Açò ha aportat a la ciutat la idea històrica de la construcció i adequació del futur Museu Tèxtil de la Comunitat Valenciana, promogut per diversos governs i instal·lat actualment al Palau de la Vila o Palau de la Duquessa d'Almodòvar. Els famosos tèxtils de qualitat de producció ontinyentina s'exporten a tot el món.
En l'actualitat, el sector terciari es troba en una fase d'expansió i desenvolupament, amb ajudes i avantatges per al comerç i l'hostaleria, com són les reduccions i exempcions fiscals i altres tipus de facilitats. Ontinyent s'està consolidant com una capital logística d'àmbit intercomarcal. La indústria també aborda en l'actualitat una reconversió, de manera que algunes antigues empreses tèxtils passen a ser noves fàbriques d'energies renovables, innovació i desenvolupament i sistemes electrònics.
El tèxtil es replanteja el seu futur amb més inversió, innovació i qualitat en els productes. Altres empreses han reconvertint les seues grans naus industrials en pistes de pàdel cobertes i grans centres de negocis i seus logístiques i centrals, com ara la gran seu central de l'empresa Supermercats Vidal-Nudisco, situada a l'eix complex comercial "El Clariano", que alberga les oficines centrals de la companyia empresarial i una gran superfície comercial a la planta soterrània.

## Infraestructures i transports

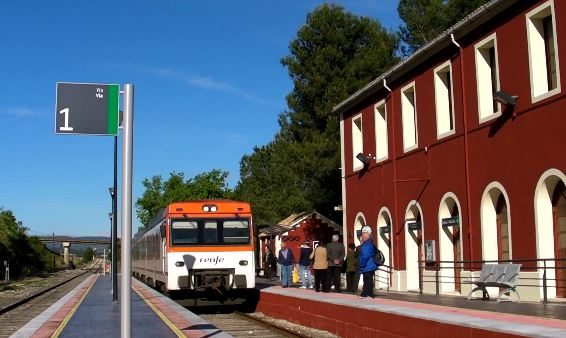
Estació Adif Ontinyent

Accés principal des de l'autovia A-7, per les carreteres CV-650 i CV-81.
L'estació de ferrocarril pertany a la línia 47 de mitjana distància, coneguda com a València-Xàtiva-Alcoi.

## Política i govern

### Composició de la Corporació Municipal
El Ple de l'Ajuntament està format per 21 regidors. En les eleccions municipals de 26 de maig de 2019 foren elegits 17 regidors de La Vall d'Albaida ens Uneix (La Vall), 2 del Partit Popular (PP) i 2 de Compromís per Ontinyent (Compromís).
| Eleccions municipals de 26 de maig de 2019 - Ontinyent                                                                           |                                     |                                     |                                     |         |          |          |
| Candidatura | Candidatura                         | Candidatura                         | Cap de llista                       | Vots    | Vots     | Regidors |
| | La Vall d'Albaida ens Uneix         |                                     | Jorge Rodríguez Gramage             | 12.223  | 65,55%   | 17 (+17) |
| | Compromís per Ontinyent             |                                     | Nico Calabuig Serna                 | 2.032   | 10,90%   | 2 ()     |
| | Partit Popular                      |                                     | Mercedes Pastor Calabuig            | 2.032   | 10,90%   | 2 (-1)   |
| | Altres candidatures                 |                                     |                                     | 2.204   | 11,82%   | 0 ( -16) |
| | Vots en blanc                       |                                     |                                     | 155     | 0,83%    |          |
| Total vots vàlids i regidors | Total vots vàlids i regidors        | Total vots vàlids i regidors        | Total vots vàlids i regidors        | 18.646  | 100 %    | 21       |
| | Vots nuls                           | Vots nuls                           | Vots nuls                           | 96      | 0,51%    |          |
| Participació (vots vàlids més nuls)                                                                                              | Participació (vots vàlids més nuls) | Participació (vots vàlids més nuls) | Participació (vots vàlids més nuls) | 18.742  | 70,09%** |          |
| Abstenció | Abstenció                           | Abstenció                           | Abstenció                           | 7.998*  | 29,91%** |          |
| Total cens electoral | Total cens electoral                | Total cens electoral                | Total cens electoral                | 26.740* | 100 %**  |          |
| Alcalde: Jorge Rodríguez Gramage (La Vall) (15/06/2019) Per majoria absoluta dels vots dels regidors (17 vots de La Vall)        |                                     |                                     |                                     |         |          |          |
| Fonts: JEC, JEZ Ontinyent, M. Interior, Periòdic Ara. (* No són vots sinó electors. ** Percentatge respecte del cens electoral.) |                                     |                                     |                                     |         |          |          |

### Alcaldes
Des de 2011 l'alcalde d'Ontinyent és Jorge Rodríguez Gramage. En 2011 i 2015 va ser elegit amb el PSPV-PSOE, des de 2019 amb La Vall ens Uneix.
| Període                       | Alcalde o alcaldessa                                                             | Partit polític        | Data de possessió                           | Observacions                                |
| ----------------------------- | -------------------------------------------------------------------------------- | --------------------- | ------------------------------------------- | ------------------------------------------- |
| 1979–1983                     | Rafael Tortosa Vañó                                                              | PSPV-PSOE             | 19/04/1979                                  | --                                          |
| 1983–1987                     | Rafael Tortosa Vañó                                                              | PSPV-PSOE             | 28/05/1983                                  | --                                          |
| 1987–1991                     | Rafael Tortosa Vañó                                                              | PSPV-PSOE             | 30/06/1987                                  | --                                          |

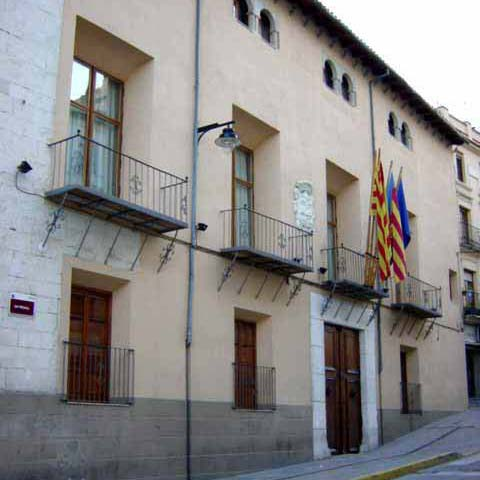
Edifici de l'Ajuntament d'Ontinyent

| 1991–1995                     | Vicente Requena i Albert                                                         | PSPV-PSOE             | 15/06/1991                                  | --                                          |
| 1995–1999                     | Vicente Requena i Albert                                                         | PSPV-PSOE             | 17/06/1995                                  | --                                          |
| 1999–2003                     | Mari Lina Insa Rico Rafael Portero Tortosa Lina Insa Rico Rafael Portero Tortosa | PP BLOC-EV PP BLOC-EV | 03/07/1999 18/10/2001 30/07/2002 10/08/2002 | Moció de censura altres Moció de censura -- |
| 2003–2007                     | Manuel Reguart Penades                                                           | PSPV-PSOE             | 14/06/2003                                  | --                                          |
| 2007–2011                     | Mari Lina Insa Rico                                                              | PP                    | 16/06/2007                                  | --                                          |
| 2011–2015                     | Jorge Rodríguez Gramage                                                          | PSPV-PSOE             | 11/06/2011                                  | --                                          |
| 2015–2019                     | Jorge Rodríguez Gramage                                                          | PSPV-PSOE             | 13/06/2015                                  | --                                          |
| 2019-2023                     | Jorge Rodríguez Gramage                                                          | La Vall ens Uneix     | 15/06/2019                                  | --                                          |
| Des de 2023                   | Jorge Rodríguez Gramage                                                          | La Vall ens Uneix     | 17/06/2023                                  | --                                          |
| Fonts: Generalitat Valenciana |                                                                                  |                       |                                             |                                             |

## Monuments d'interés

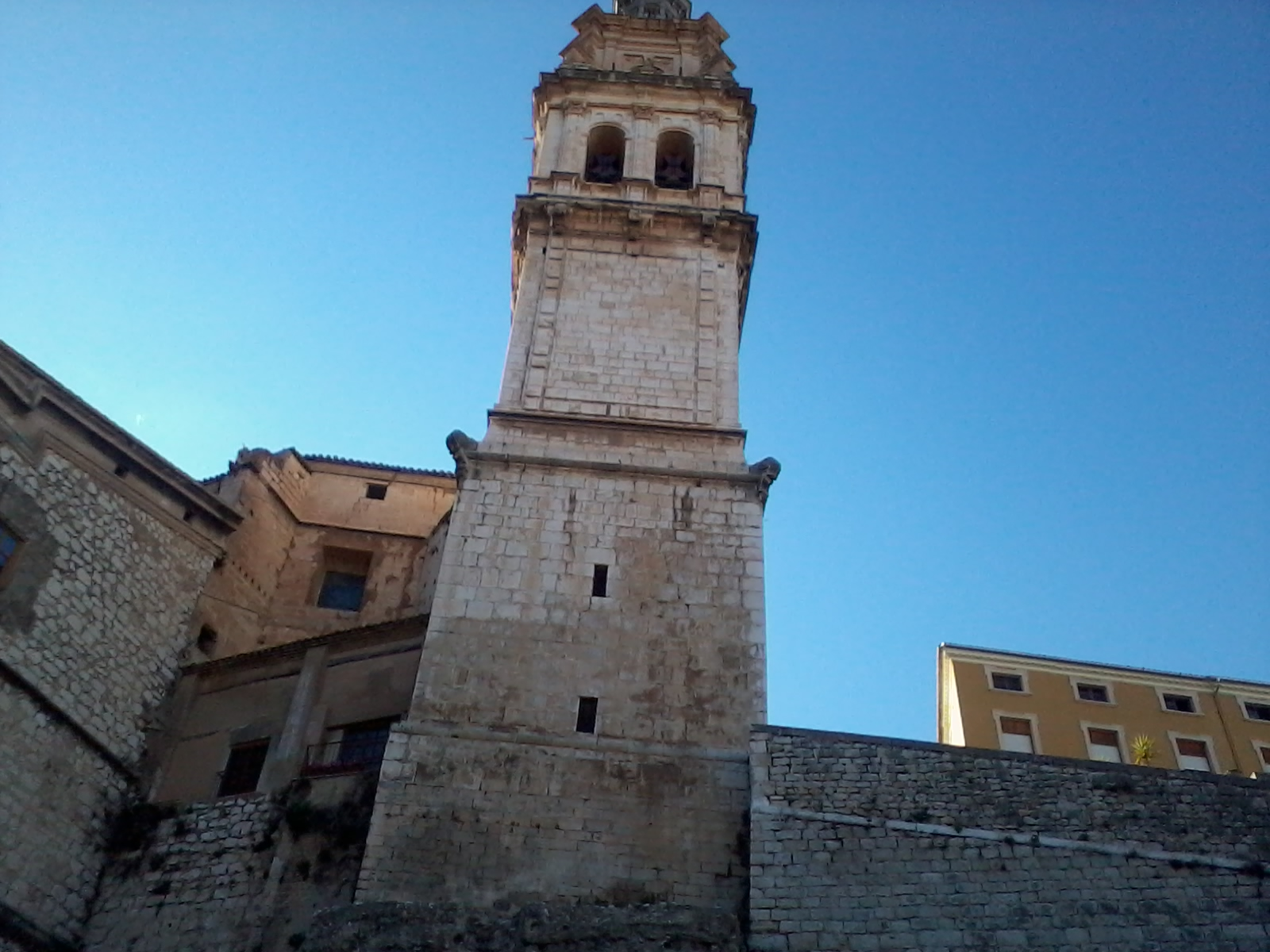
Campanar de l'Església de Santa Maria d'Ontinyent

### Monuments religiosos
- Església de Santa Maria. Va ser començada a construir al segle xii i continuada al llarg dels segles següents, motiu pel qual té elements romànics, gòtics i renaixentistes.
- Convent de Carmelites. Va ser construït entre 1500 i 1501, obra dels mestres d'obra i picapedrers Pedro Ribera i Juan Montañés. Consta de dos arcs de mig punt, encara que lleument apuntats, sustentats sobre tres contraforts, el central és un peu de carreus en forma de quilla. La seua superfície externa és de carreus de cantería, encara que la barana va ser construïda amb les restes de diversos portals murals enderrocats a la fi del segle xviii.
- Ermita de Sant Esteve. Construïda a finals del segle xvii, està situada a la Serra Grossa a 780 metres.
- Ermita de Santa Anna d'Ontinyent. Es troba al nord d'Ontinyent, en un turó de pinedes i xiprers on puja el camí del Calvari
- Església de Sant Carles. Té els seus antecedents en l'oratori dels pares jesuïtes que es trobava junt al Col·legi de Sant Ignasi.
- Església de Sant Josep
- Església de Sant Rafel
- Església de Sant Miquel. Del segle xiv.

### Monuments civils

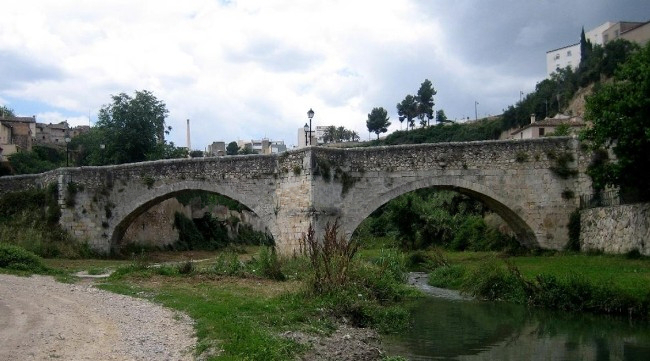
El pont Vell.

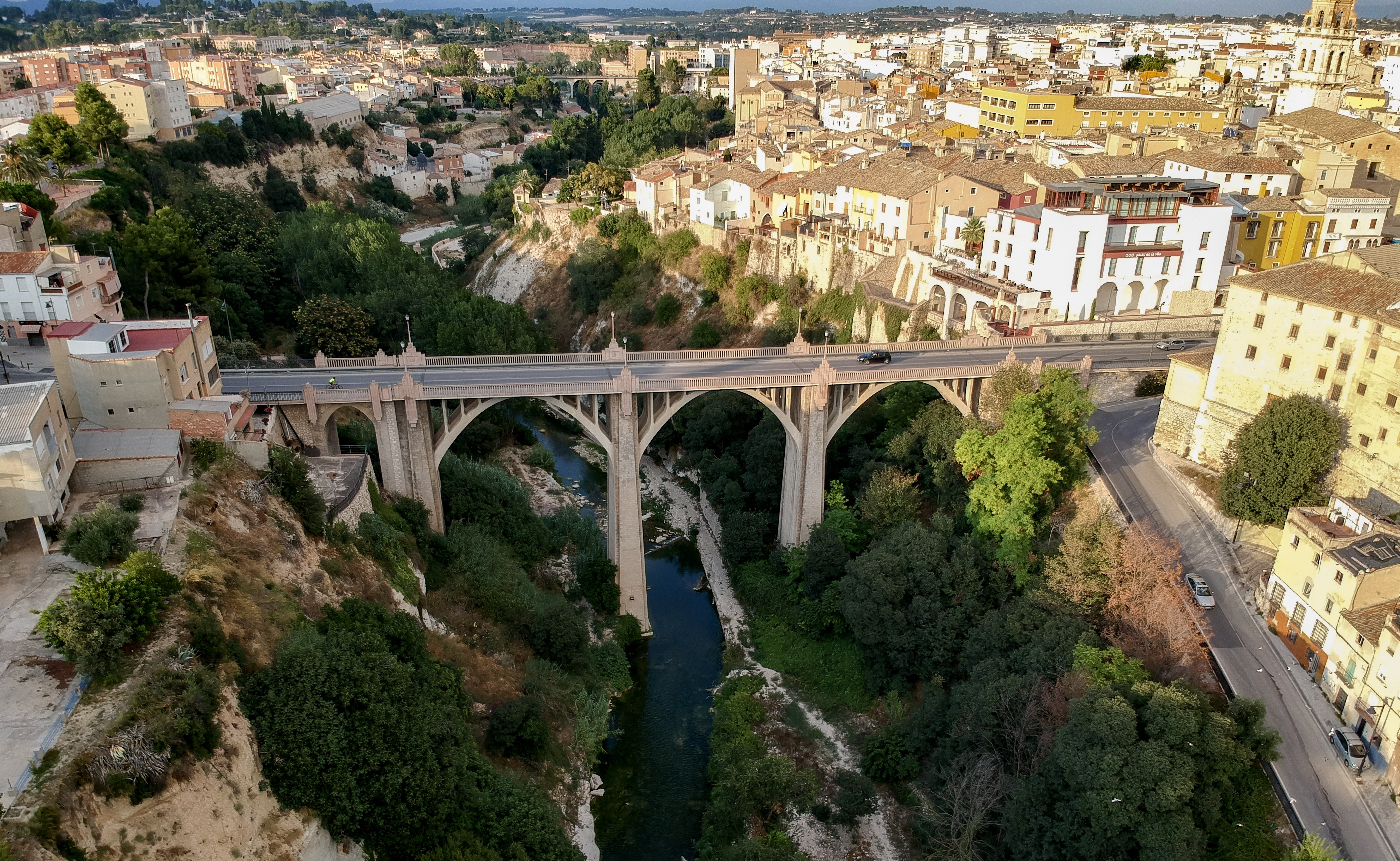
El pont de Santa Maria.

- Palau de la Duquessa d'Almodòvar. És un palau residencial situat a la plaça de Sant Roc, en la part més exposada de les muralles a manera de fortalesa o ciutadella. Bastit sobre l'antic alcàsser islàmic i molt transformat en el segle xviii, conserva restes de fortificacions medievals. La façana té elegants elements del gòtic civil valencià. Actualment ha sigut remodelat i modernitzat i és seu del Museu Tèxtil de la Comunitat Valenciana i Oficina de Turisme (Tourist Info) d'Ontinyent.
- Muralles d'Ontinyent. Estructura de caràcter defensiu urbà, construïda al segle xi, d'època islàmica; més tard va ser restaurada pels cristians l'any 1258, després de quedar derruïdes pel terratrèmol d'aquest mateix any.[9]
- Barri de la Vila d'Ontinyent. És el nucli originari del municipi, que està situat a la zona més alta. Disposa d'una protecció natural, donada l'orografia del terreny, amb el riu Clariano per una banda i el barranc format per la serra d'Agullent cap a Bocairent per un altre.
- Pont Vell, es tracta d'un dels elements emblemàtics de la ciutat. Començat el 1500 i acabat el 1501, és obra dels mestres d'obra i picapedrers Pere Ribera, i Joan Montanyés. Consta de dos arcs de mig punt, tot i que lleugerament apuntats, sustentats sobre tres contraforts, el central dels quals és un formidable peu de carreus en forma de quilla. La seua superfície externa és de carreus de pedra picada, encara que la barana fou construïda amb les restes de diversos portals murals enderrocats a la fi del segle xviii. El pont marcarà una reorientació de les comunicacions de la Vila.

En 1520-1521 els agermanats d'Ontinyent propiciaren la construcció del camí dels Carros, des de la baixada del qual es pot contemplar una impressionant panoràmica de la Vila i del Raval, amb les cases escampades com volves de neu unes damunt d'altres. També en el segle xvi s'hi construirà el Tirador dels Peraires, on els mestres fabricants estenien i deixaven assecar els draps de llana. Aigües avall, i ja a principis del segle xvii, es documenta la transformació de les coves a la vora del riu (on habitaven les famílies més humils de la vila) en les cases de l'actual carrer de la Cantereria,vora riu.
- Pont de Santa Maria. Construït sobre el riu Clariano durant els anys 50 i 60 del segle xx, comunica el centre amb la perifèria de la ciutat.
- Molí Descals. Es troba a la dreta del riu Clariano, davant del pont Nou de la Paduana. Es troba documentat des de l'any 1415 i va estar actiu fins a 1972. Es conserva en molt bon estat i conserva la roda de molí, dos queixals, la tremuja amb l'esquellot d'avís, la neta on es netejava el gra abans de moldre-ho i el torn que seleccionava la farina per mides.
- Molí del Pas. Va ser construït al segle xix, reflex del desenvolupament industrial, agrícola i ramader a Ontinyent.
- Teatre Echegaray. Va ser construït entre 1915 i 1918, sufragat per un grup d'industrials valencians i dedicat al dramaturg José de Echegaray. En anys posteriors va ser objecte de successives reformes i hi desfilaren companyies líriques i de sarsuela. En 1924 es va celebrar la concessió del títol de Ciutat Molt Caritativa, atorgat pel rei Alfons XIII en reconeixement del comportament dels seus habitants en els treballs d'assistència als ferits de la catàstrofe ferroviària de l'estació d'Ontinyent. Posteriorment, durant els anys 2000 es van dur a terme obres de remodelació per modernitzar les seues infraestructures.

## Museus i exposicions
- Museu Arqueològic d'Ontinyent i la Vall d'Albaida
- Museu Tèxtil de la Comunitat Valenciana
- Museu Fester d'Ontinyent
- Museu de Ciènces Naturals
- Col·lecció museística privada Cases de Rafael Ballester
- Fundació Salvador Mollà

## Llocs d'interés natural

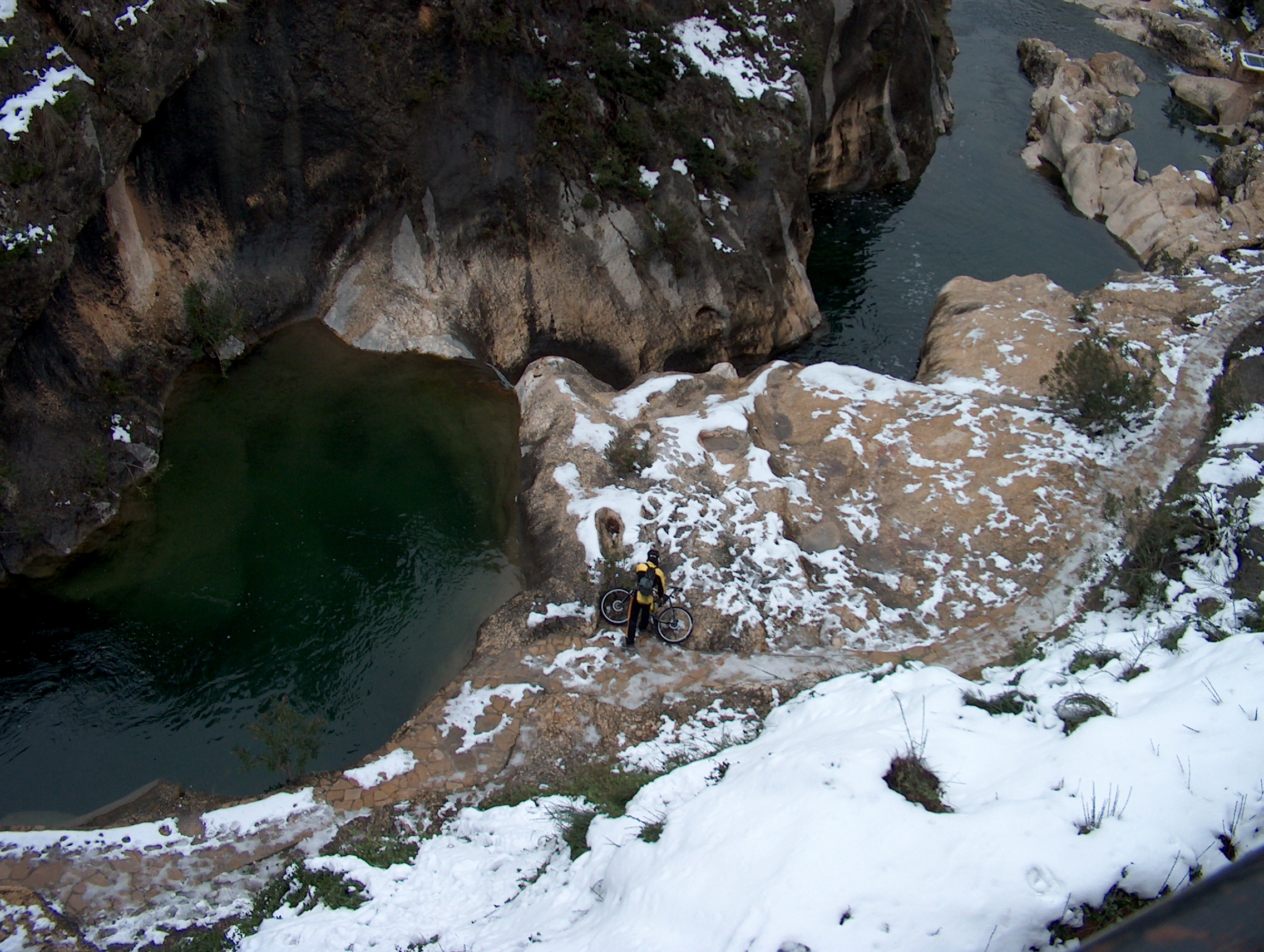
El Pou Clar nevat.

- El Pou Clar. És un paratge natural situat al riu Clariano on hi ha unes gorgues o tolls on els ontinyentins prenen el bany durant els mesos calorosos de l'estiu, i que a la tardor rep també visites per a observar les grans crescudes del riu. Entre les diverses piscines naturals es troba el Pou Clar, que dona el nom al paratge, o el Pou dels Cavalls. També n'hi ha altres com ara el pou Fosc i el pou de l'Aigüeta. Una altra peculiaritat de l'indret són les coves tallades a la roca, que, segons es diu, varen ser fetes pels àrabs, talment com les famoses covetes dels moros del poble veí de Bocairent.[10]

## Festes i celebracions

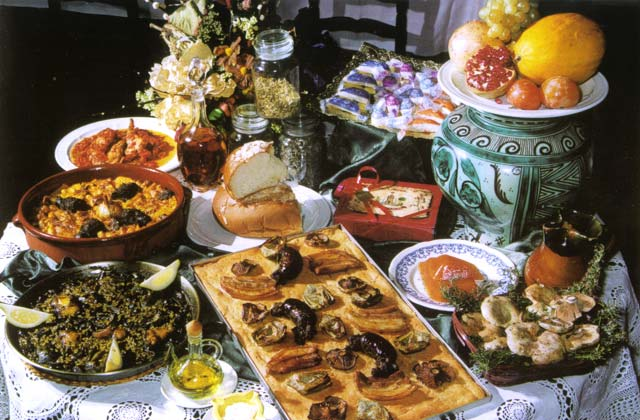
Gastronomia típica ontinyentina

- 4 i 5 de gener: arribada i campament de l'Emissari Reial Jacobo.
- Gener: se celebren les tradicionals festes de Sant Antoni al barri de l'Ermiteta, amb la crema de fogueres, la benedicció dels animals, el repartiment de la garrofeta, el porrat, les danses i diverses actuacions musicals i de carrer.
- Febrer: els Carnestoltes tenen el seu centre al barri del Poble Nou, on hi ha pregó, enfarinada, cercavila i actuacions musicals.
- Març: la Parròquia de Sant Josep crema les Falles.
- Abril: se celebra la Setmana Santa, amb elements tradicionals com les ròssegues, les creus d'ous i el volteig de trebanelles.
- Maig: les Comunions dels xiquets.
- Juny: processó del Corpus Christi, amb desfilades dels gegants i cabets, i els balls processionals dels Arquets, dels Cavallets i de la Veta, parament de tauletes i voltejos solemnes de campanes; també arriba la festa del Cúgol a l'ermita de Sant Josep del Pla; al barri de Sant Rafael es reviu la tradicional Nit de Sant Joan, amb diverses actuacions de carrer i els tradicionals correfocs dels Diables; en esta nit també arriba a Ontinyent la tradicional flama del Canigó.
- Juliol: l'ermita de Sant Esteve acull la romeria, i els conductors celebren a Sant Cristòfol.
- Agost: festes de Moros i Cristians, declarades d'interés turístic nacional, en honor del Santíssim Crist de l'Agonia, símbol religiós de la ciutat, amb espectaculars desfilades i processons.
- Setembre: se celebren les festes del Camí dels Carros en honor de la Mare de Déu d'Agres, al santuari de la qual molta gent acudix en romeria, i també les festes del barri de Sant Rafael.
- Octubre: el barri del Llombo celebra les festes pel 9 d'octubre.
- Novembre: se celebra la tradicional Fira d'Ontinyent el tercer cap de setmana del mes. Santa Cecília, patrona dels músics i de la música; les entitats musicals del poble d'Ontinyent, la Societat Unió Artística Musical d'Ontinyent i l'Agrupació Musical d'Ontinyent celebren la seua festa.
- Novembre i desembre: les festes de la Puríssima, ancestrals, que tenen lloc des del segle xvii, on destaquen per una banda els actes religiosos com la Missa de Descobrir, l'Ofrena i la Processó i, per altra, els cívics, com el bou en corda, l'embolà, el cant dels Angelets i de l'Asguinaldo, les danses processionals i la dansà; al voltant de la nit de Nadal a l'església de l'Assumpció de Santa maria, se celebra des de fa alguns anys el Cant de la Sibil·la.
- 24 de desembre: Tradicional Foto del Rellotge

## Premsa local
A Ontinyent hi ha la seu de diversos mitjans de comunicació, com ara El Periòdic d'Ontinyent, Loclar, Benicadell Esportiu, Ràdio Ontinyent, MK Localia Televisió, Vilaweb Ontinyent, TV Digital Ontinyent.com o Comarques Centrals Televisió.

## Personatges destacats
Categoria principal: ontinyentins
- Vicent Rodríguez Monllor[11] (Ontinyent, (1690-1760), compositor
- Gaspar Guerau de Montmajor (Ontinyent (1557-1600), catedràtic i escriptor de sàtires.
- Lleonard-Juli Capuz (1660-1731), escultor.
- Onofre Peñalva Donat (Ontinyent, (1701-1767?), compositor del Barroc
- Lluís Galiana i Cervera (Ontinyent, (1740-1771)), religiós i escriptor
- Josep Melcior Gomis i Colomer (Ontinyent, (1791-1836), compositor del romanticisme.
- Lluís Maians i Enríquez de Navarra, polític, President del Congrés dels Diputats.
- Rafael Martínez Valls (1868-1946), compositor de sarsuela
- Juan Calvo Domènech (1892-1962), actor de cinema
- José María Ferrero Pastor (1926-1987), músic i compositor de música per a la festa de Moros i Cristians
- Teodor Úbeda i Gramage (1931-2003), bisbe de Mallorca
- Vicent Lluís Montés i Penadés, Magistrat del Tribunal Suprem.
- Pere Mayor i Penadés (1959), polític. Ex-Sectretari General d'Unitat del Poble Valencià. Fundador del Bloc Nacionalista Valencià.
- Xufet (2004), influencer valencià.
- Manuel Palomar, rector de la Universitat d'Alacant.
- Juan Carlos Ferrero (1980), tennista professional, campió de Roland Garros l'any 2003.
- Miquel Gironés, músic i component del grup Obrint Pas.
- Saül Gómez i Soler, músic i compositor.
- Miquel Àngel Múrcia i Cambra, doctorand en Història Contemporània per la Universitat de València, compositor musical i professor Superior de Composició al Conservatori Superior de Música Joaquín Rodrigo de València.
- Marcos Morau, coreògraf i Premi Nacional de Dansa d'Espanya 2013.
- Joaquim Josep Cervino i Ferrero, escriptor i magistrat del tribunal suprem.
- Maria Juan, actriu i humorista.
- Ramón Esteve, arquitecte.
- Miguel Galiana Folqués (1814-1880), músic i pedagog musical.